# جورجن مارغريان
جورجين مارغريان (الأرمينية: Գուրգեն Մարգարյան؛ 26 سبتمبر 1978 - 19 فبراير 2004) كان ملازمًا في الجيش الأرمني الذي اغتيل بـبودابست في المجر في 19 فبراير 2004 من راميل سافاروف، وهو ملازم في الجيش الأذربيجاني.
في سبتمبر 2013، تم الكشف عن نصب تذكاري مخصص لجورجن في يريفان.

## التعليم
ولد مارغريان في يريفان عاصمة أرمينيا. تلقى تعليمه الثانوي في المدرسة رقم 122 في يريفان وتخرج بعد ذلك من جامعة الهندسة الحكومية في أرمينيا بدرجة البكالوريوس في الهندسة. بعد الانتهاء من مدة الخدمة العسكرية الإلزامية من 1999 إلى 2001، أصبح ضابطًا في وزارة الدفاع بجمهورية أرمينيا برتبة ملازم.

## القتل
في 11 يناير 2004، غادر إلى بودابست-المجر؛ للمشاركة في دورة اللغة الإنجليزية لمدة ثلاثة أشهر والتي كانت جزءًا من برنامج الشراكة من أجل السلام التابع لمنظمة حلف شمال الأطلسي. وفي 19 فبراير / شباط، تعرض للاستبعاد أثناء نومه، من قبل زميله المشارك الأذربيجاني الملازم راميل سافاروف. وقعت الجريمة في الخامسة صباحاً بينما كان الضحية نائماً. تذكر زميل السكن المجري بالازس كوتي، أنه في مساء 18 فبراير كان يشرب الشاي وذهب للنوم، كما كان يعاني من الحمى، في حين أن مارغريان قام بالدراسة. حوالي الساعة التاسعة والنصف مساءً، ذهب مارغريان لزيارة مشارك آخر في البرنامج من أرمينيا هايك ماكوشيان والذي كان يقيم في غرفة أخرى.
لا يتذكر كوتي متى عاد مارغريان، ولكن في الصباح الباكر شعر أن شخصًا ما قد أدار الضوء. ظن أنه كان غورغين يعود إلى الغرفة، ولكن بعد سماع بعض الأصوات المكتومة، أدار رأسه بعيداً عن الحائط ورأى صفاروف يقف بجانب سرير مارغريان مع فأس طويل في يديه:
استنتجت إحدى الوفيات أن سافاروف قدم ستة عشر ضربة إلى وجه مارغاران، مما أدى إلى قطع رأسه عن جسده. في وقت سابق، قدمت إحاطة من الشرطة الهنغارية أن مارغريان قد تعرض للطعن عدة مرات في صدره. بعد أن قتل مارغاريان، تقدم سافاروف بخطته لقتل ماكوشيان، لكنه اكتشف أن بابه مغلق. في هذه الأثناء، كان كوتي قد نفد من غرفته واستدعى الشرطة التي وصلت على الفور إلى المكان وألقت القبض على سافاروف. خلال التحقيق معه اعترف بقتل مارغاران.[هل المصدر موثوق به؟] علق شرطي من بودابست بأن القتل قد تم «بقسوة غير عادية»، مضيفًا «بجانب عدد من جروح السكين على صدره، تم قطع رأس الضحية بشكل عملي من جسده».

## المحاكمة والحكم
أثناء المحاكمة حاول محامو سفاروف إقناع القاضي بأنه كان لديه عقل غير مستقر، وادعى أنه عانى من اضطراب ما بعد الصدمة. لقد جادلوا بأنه تعرض لصدمة نفسية أثناء حرب قرة باغ. إلا أن هذا يتناقض مع تصريح أدلى به سافاروف عندما قال إنه كان يدرس في باكو عاصمة أذربيجان وتركيا في الفترة من 1992 إلى 1996. خلص فحص الصحة العقلية الذي أجراه طبيب أذربيجاني إلى أنه لم يكن «عاقلًا تمامًا». ووجد فحص آخر أن سفاروف كان مستقرا في ذهنه وقت القتل، واختار القاضي أن يصدق هذا التقييم. زعم طبيب أذربيجاني بناء على محادثاته الشخصية المفترضة مع سفاروف، أن دوافعه نبعت من إيمانه بأن مارغريان قد أهان (في بعض الإصدارات) العلم الأذربيجاني أمام المشاركين الآخرين في ندوة الناتو. ومع ذلك، في كل من استجوابه ومحاكمة المحكمة قال سافاروف انه قتل مارغريان لمجرد أنه كان أرميني. لم يتم استدعاء أي شهود من قبل الدفاع خلال المحاكمة لتأكيد هذه الادعاءات في المحكمة وطعن محامو الادعاء بشدة بأنهم قد وقعوا.
في 16 أبريل 2006، حكمت المحكمة على سفاروف بالسجن مدى الحياة دون إمكانية الاستئناف حتى عام 2036. وأشار القاضي أندراس فاسكوتي إلى الطبيعة المتعمدة والوحشية للجريمة وحقيقة أن سفاروف لم يبد أي ندم على أفعاله كأسباب للحكم. في 22 فبراير / شباط 2007، أيدت محكمة مجرية الحكم في أعقاب الطعن المقدم من محامي سفاروف.
ولكن في أواخر أغسطس 2012، وافقت السلطات المجرية على إطلاق وتسليم سافاروف إلى أذربيجان لقضاء ما تبقى من عقوبته هناك. على الرغم من أن الحكومة المجرية ذكرت أنها تلقت تأكيدات من الحكومة الأذربيجانية بأنه سيتم تنفيذ الحكم، أصدر الرئيس إلهام علييف عفواً فور وصول سفروف إلى باكو وأمره «بالإفراج عن مدة عقوبته». ومنذ ذلك الحين تم ترقية سفاروف إلى رتبة رائد وقدمت مع الإقامة من قبل حكومة أذربيجان.

## ردود الفعل

### أرمينيا
أعربت وزارة الشؤون الخارجية الأرمينية عن غضبها وأدانتها بشدة، وقالت إنها «... تتوقع أن تقوم المنظمات الدولية بتقييم هذه الجريمة بشكل مناسب وأن ترد. وفي الوقت نفسه، نطالب السلطات الهنغارية بمعاقبة الجاني إلى أقصى حد وتعرب وزارة الخارجية الأرمينية عن مواساتها لأسرة وأقارب وزملاء الملازم غورغان مارغاريان». وفي 31 أغسطس 2012، أعلن الرئيس الأرمني سيرج سركسيان أن أرمينيا تعلق العلاقات الدبلوماسية وجميع الاتصالات الرسمية مع المجر.

### أذربيجان
أدان العديد من المسؤولين في أذربيجان علانية، لكنهم امتدحوا سرًا أعمال سافاروف. زردشت عليزاد، عالم سياسي أذربيجاني، قال إن سافاروف كان سيصبح بطلا قومياً، إذا لم يعترف به كشخص ارتكب جريمة، يجب معاقبة مرتكبها. صرحت الميرة سليمانماوفا، مفوضة حقوق الإنسان (أومبودسمان) في أذربيجان، بأن عقوبة سافروف كانت قاسية جداً وأن «سافاروف يجب أن يصبح مثالاً للوطنية على الشباب الأذربيجاني». فؤاد أغاييف، محامي أذري بارز، قال أن الأذربيجانيين «... يجب أن يوقفوا الحملة الحالية على الفور لرفع سافاروف إلى رتبة بطل قومي. هو ليس بطلا.» 

## الدفن

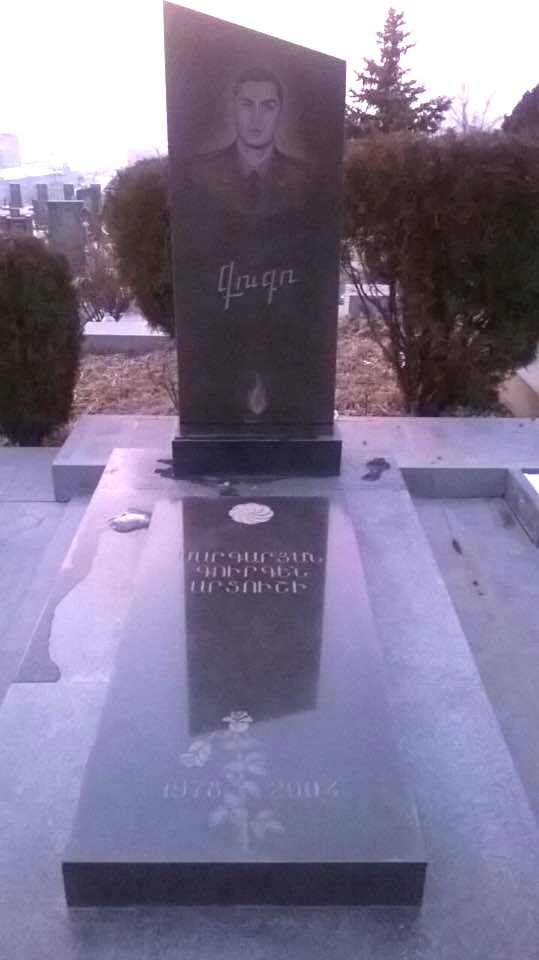
قبر مارغريان في يربل

تم نقل جثمان مارغاريان إلى أرمينيا ودفن في مقبرة يربل العسكرية.

## محاولة الأب الانتحار
في سبتمبر 2013، تم نقل أرتوش مارغريان والد غورغن مارغريان، إلى المستشفى. وفقا لمصادر الأخبار الأرمنية، حاول مارغريان الانتحار من خلال طعنه مرارا في المعدة. خضع لجراحة في مركز مالاتيا الطبي في يريفان، وبسبب المضاعفات السابقة، تم إدراج حالته في الأصل على أنها حرجة. خلال الأيام القليلة التالية، تمت ترقية حالته إلى مستقر. المصادر لم تعطي سببًا لمحاولة الانتحار.

## الروابط الخارجية
- Budapest Case - on the murder of Lt. Gurgen Margaryan: Safarov's testimony, eye-witness accounts, Armenian and Azerbaijani Responses
- ArmeniaNow.com Murder of officer at NATO peace program provokes outrage